# Rugi (okręg Caraș-Severin)
Rugi – wieś w Rumunii, w okręgu Caraș-Severin, w gminie Păltiniș. W 2011 roku liczyła 270 mieszkańców. 